# Heteropterys cordifolia
Heteropterys cordifolia är en tvåhjärtbladig växtart som beskrevs av Stefano Moricand. Heteropterys cordifolia ingår i släktet Heteropterys och familjen Malpighiaceae. Inga underarter finns listade i Catalogue of Life.